# Ray Minshull
Raymond Minshull, detto Ray (15 luglio 1920 – Southport, 15 febbraio 2005), è stato un calciatore inglese, di ruolo portiere.

## Carriera

### Giocatore
Esordisce tra i professionisti in età relativamente avanzata nel 1946 a causa dell'interruzione bellica dei campionati, disputando le sue prime partite all'età di 26 anni con il Liverpool, club della prima divisione inglese, con cui nella stagione 1946-1947 vince il campionato, contribuendo al successo con 6 presenze, in una delle quali, il 7 aprile 1947, para un rigore a Bill Shankly nella partita casalinga contro il Preston N.E.. L'anno seguente gioca invece 13 partite in campionato e 2 partite in FA Cup, ma si rivela essere di fatto la sua stagione di maggior successo a livello individuale con i Reds: rimane infatti in squadra anche nei successivi 4 campionati, nei quali rimane però sempre il secondo portiere del club, disputando in tutto solamente ulteriori 10 partite fra tutte le competizioni ufficiali. In 5 anni con il Liverpool disputa complessivamente 31 partite ufficiali (28 nella prima divisione inglese e 3 in FA Cup).
Nell'estate del 1951 si trasferisce al Southport, club di terza divisione: dopo 20 presenze nella stagione 1951-1952, a partire dalla stagione 1952-1953 diventa per 5 campionati consecutivi il portiere titolare del club, con cui gioca con un ruolo minore (9 presenze) anche nella stagione 1957-1958, al termine della quale il Southport viene ammesso al nascente campionato di Fourth Division (quarta divisione). Durante questa stagione Minshull viene però ceduto a campionato iniziato al Bradford PA, con cui gioca ulteriori 19 partite in terza divisione più altre 9 partite nella Fourth Division 1958-1959.

### Allenatore
Nella stagione 1959-1960 è contemporaneamente giocatore ed allenatore dei semiprofessionisti dei Wigan Rovers, nella Cheshire County League; in seguito allena club professionistici a Gibilterra ed in Austria, mentre negli anni '70 e '80 torna in patria ed allena a lungo nelle giovanili dell'Everton.

## Palmarès

### Giocatore

#### Competizioni nazionali
- Campionato inglese: 1

Liverpool: 1946-1947